# Wilhelm Ritterbusch

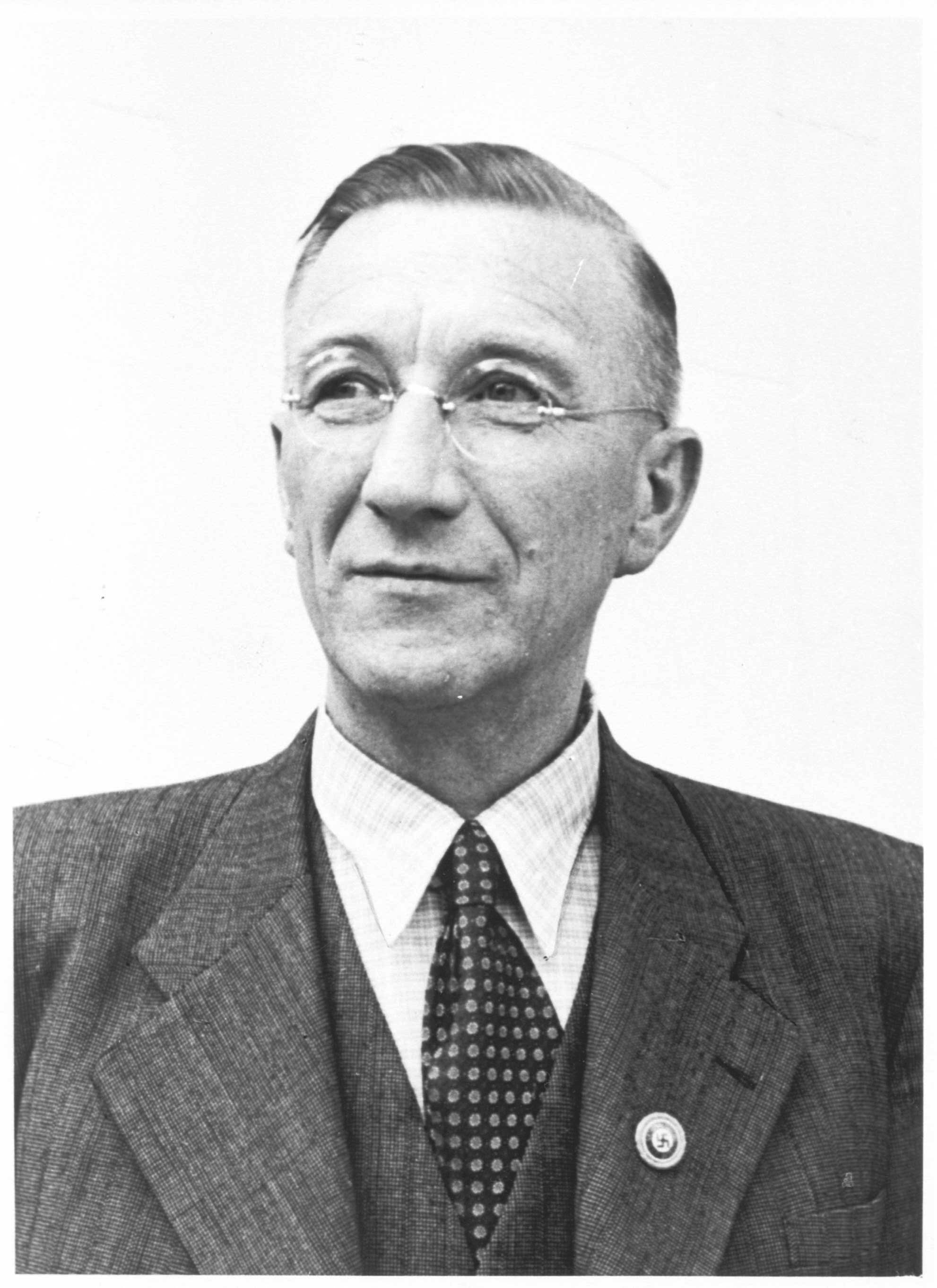
Dienstleiter Wilhelm Ritterbusch, der mit der Wahrnehmung der Geschäfte des Generalkommissars zur besonderen Verwendung betraut wurde im Juli 1943.

Wilhelm Friedrich Adolf Ritterbusch, Rufname Willi (* 3. Juli 1892 in Werdau; † 10. April 1981 in Skelund, Dänemark), war ein deutscher politischer Funktionär (NSDAP). Ritterbusch war während des Zweiten Weltkriegs unter anderem Generalkommissar zur besonderen Verwendung in den Niederlanden.

## Familie
Wilhelm Ritterbusch war ein Sohn des Ziegeleimeisters Hermann Ritterbusch aus Zschakau (heute Beilrode). Sein Bruder Paul Ritterbusch war einer der profiliertesten nationalsozialistischen Wissenschaftsfunktionäre. Ein anderer Bruder, Fritz Ritterbusch, war SS-Hauptsturmführer und Mitglied des Wachpersonals mehrerer Konzentrationslager, sowie Leiter eines Lagerkomplexes in Trautenau-Parschnitz.

## Leben und Tätigkeit
Ritterbusch nahm am Ersten Weltkrieg als Kompanieführer teil. Im Jahr 1923 trat er der NSDAP bei und erneut am 25. Mai 1925 der neu gegründeten Partei (Mitgliedsnummer 6.316). Während der „Kampfzeit“ vor 1933 amtierte er angeblich zeitweise als Gauleiter. 1937 übernahm er als bisheriger Bürgermeister von Piesteritz und Reichsredner den Posten des Kreisleiters der NSDAP in Merseburg, Gau Halle-Merseburg.
Seit Herbst 1939 wurde Ritterbusch im Stab des Stellvertreters des Führers für den Posten eines stellvertretenden Gauleiters in Betracht gezogen. Der Abteilungsleiter im Stab des Stellvertreters des Führers Heß, Helmuth Friedrichs, stufte ihn im September 1939 als „für alle Aufgaben zu verwenden“ ein.
Nach der deutschen Besetzung der Niederlande im Mai 1940 wurde Ritterbusch im Juni 1940 in die Verwaltung der besetzten Niederlande abkommandiert. Dort unterstand er als Beauftragter des Reichskommissars für die besetzten Niederlande für die Provinz Nordbrabant dem Generalkommissar z. b. V. Fritz Schmidt, der ihn in einem Bericht als „den besten Beauftragten des Reichskommissars in Holland“ beurteilte.
Seit Oktober 1941 amtierte Ritterbusch als Leiter der Abteilung II B in der Parteikanzlei der NSDAP.
Nach dem unter ungeklärten Umständen erfolgten Tod von Schmidt im Juni 1943 einigten sich Heinrich Himmler und Martin Bormann darauf, Ritterbusch als Nachfolger Schmidts in dessen Amt als Generalkommissar z. b. V. in den Niederlanden einzusetzen. Daraufhin ernannte Adolf Hitler Ritterbusch zum neuen Generalkommissar z. b. V. und Leiter des Arbeitsbereiches Niederlande der NSDAP. Nach dem Reichskommissar für die Niederlande Arthur Seyß-Inquart und dem Vertreter der SS war Ritterbusch der drittwichtigste NS-Funktionär in der Besatzungsverwaltung.
Im Jahr 1943 verübten niederländische Widerstandskämpfer mehrere teils tödliche Attacken gegen führende niederländische Nationalsozialisten. Am 5. September 1943 beschloss Ritterbusch heimlich mit den Generalkommissaren Hanns Albin Rauter und Friedrich Wimmer die Einführung von Mordanschlägen als Vergeltung der Widerstandsangriffe. Es wurden Todesschwadronen der niederländischen Waffen-SS gebildet. Aus diesen Gruppen entstand das Sonderkommando Silbertanne unter Henk Feldmeijer.

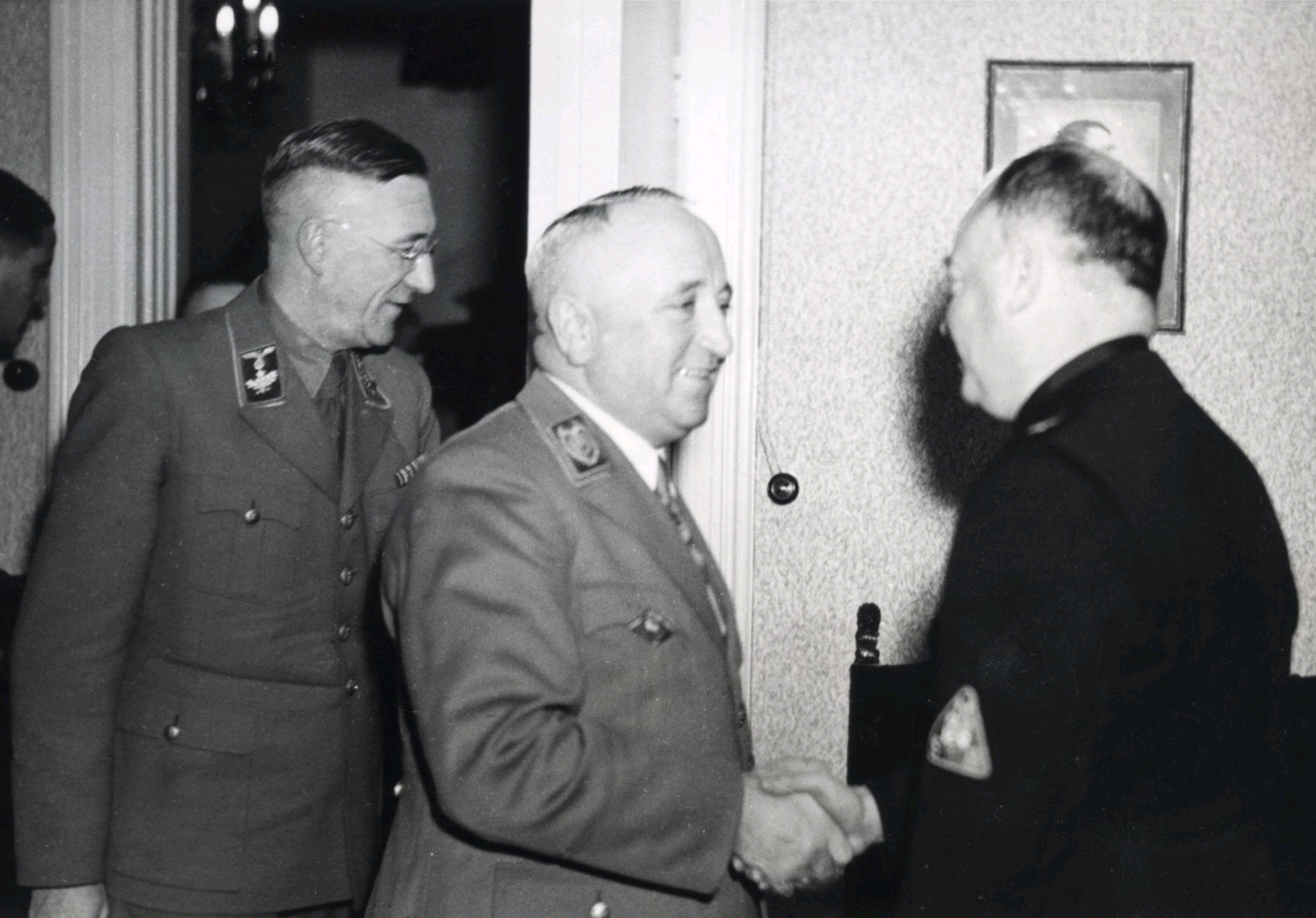
Ritterbusch (links) mit Reichsleiter Robert Ley im Februar 1944.

Während der Amtszeit Ritterbuschs als Kommissar wurde der Einfluss des NSDAP-Parteiapparates in den Niederlanden stark zugunsten eines Ausbaus der Machtbasis der SS in dem besetzten Land zurückgedrängt. Ebendies hatte Himmler vor der Ernennung Schmidts als Ziel festgelegt und dementsprechend gefordert, dass der Nachfolger des verstorbenen Schmidt, der der SS viele Steine in den Weg gelegt hatte, ein „gerader Vertreter der großgermanischen Linie“ sein müsse. Bormann, der seit 1942 die Politik eines nachgiebigen Zusammenarbeitens der Partei mit der SS betrieb, hatte sich diesem Anspruch mit der Ernennung Ritterbuschs gebeugt, der entsprechend bei einer Besprechung kurz nach seinem Antritt am 30. Juli 1943 in Den Haag von Seyß-Inquart eingeschärft bekam, dass eine unbedingte Loyalität gegenüber der SS-Führung eine Notwendigkeit seiner Arbeit sei. Der Vertreter der SS, Rauter, beurteilte Ritterbusch aufgrund seiner fügsamen Amtsführung – entsprechend den Bestrebungen der SS – als einen „ruhigen, sehr ordentlichen Charakter pastoraler Prägung“, der darauf verzichte „politisch gestaltend“ einzugreifen, also als einen für die Politik der SS günstigen, d. h. schwachen, Exponenten der Partei, der der SS keine Schwierigkeiten bereite. Auch Bormann konzedierte in einem späteren Bericht, dass Ritterbusch ein wenig tatkräftiger Mann sei. Die von seinem Mitarbeiter Walkenhorst, der Ritterbusch als „eine Art Parteiphilosoph“ charakterisierte, vorgeschlagene Ernennung Ritterbuschs zum Leiter des NSDAP-Hauptarchivs lehnte Bormann indessen ab. Auch in der Literatur ist Ritterbusch zumeist als „farbloser Parteifunktionär“ gekennzeichnet worden.